# Cristaeleberis
Cristaeleberis is een geslacht van uitgestorven kreeftachtigen uit de klasse van de Ostracoda (mosselkreeftjes).

## Soorten
- Cristaeleberis arabii Bassiouni, 1970 †
- Cristaeleberis fornicata Bassiouni, 1970 †
- Cristaeleberis ordinata Honigstein & Rosenfeld in Honigstein et al., 1987 †
- Cristaeleberis prisca Honigstein & Rosenfeld, 1986 †
- Cristaeleberis reticulata Bassiouni, 1970 †
- Cristaeleberis thomasi Donze & Said, 1982 †